# Karl Fezer
|  | Dieser Artikel wurde aufgrund von akuten inhaltlichen oder formalen Mängeln auf der Qualitätssicherungsseite des Portals Christentum eingetragen. Bitte hilf mit, die Mängel dieses Artikels zu beseitigen, und beteilige dich bitte an der Diskussion. |

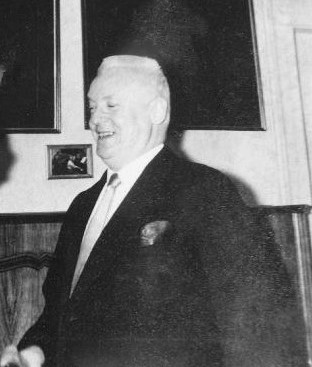
Karl Fezer 1957

Karl Fezer (* 18. April 1891 in Geislingen; † 13. Januar 1960 in Stuttgart) war ein deutscher evangelischer Theologe, Professor für Praktische Theologie und Rektor der Universität Tübingen.

## Leben
Fezer studierte von 1909 bis 1913 evangelische Theologie in Tübingen und wurde dort 1924 promoviert.  Seit dem Wintersemester 1913/14 war er Mitglied der Studentenverbindung Luginsland Tübingen. Nach seiner Ausbildung war Fezer zunächst Vikar in Echterdingen, dann II. Stadtpfarrer in Stuttgart und Tübingen. Von 1926 bis 1959 war er Professor für Praktische Theologie an der Universität Tübingen, 1931 bis 1956 gleichzeitig Ephorus des Evangelischen Stifts, 1933 bis 1935 Rektor der Universität. Zum 1. Mai 1933 trat er der NSDAP bei (Mitgliedsnummer 2.341.838). 1933 übernahm er die Leitung der Deutschen Christlichen Studentenvereinigung (DCSV). 1933 war Fezer Mitglied und später Landesführer der Deutschen Christen, Vertrauensmann des Fakultätentages für die Verhandlungen über „zu lösende Kirchenfragen“, Mitglied der einstweiligen Leitung der Deutschen Evangelischen Kirche und Berater von Reichsbischof Ludwig Müller. Da Fezer aber den Kurs des Reichsbischofs zunehmend ablehnte, verließ er dessen Beraterkreis. 1934 forderte er gemeinsam mit weiteren Hochschullehrern den Rücktritt Müllers. Trotz eines ungebrochenen Vertrauens zu Adolf Hitler schloss sich Fezer im Laufe des Kirchenkampfes immer mehr der Position seines Landesbischofs Theophil Wurm an und wurde nach dem Krieg auf dessen Betreiben nach kurzer Zeit der Suspendierung wieder in seinen Lehrstuhl eingesetzt.

## Wirken
Im Ordinariat galt Fezer als „Mann des Wortes“, der weit über Württemberg hinaus Studenten in seine Vorlesungen und Seminare zog. Nach seinem Engagement für den Nationalsozialismus und der Mitgliedschaft bei den Deutschen Christen verlor Fezers Wirksamkeit deutlich an Glaubwürdigkeit und Attraktivität.

## Schriften
- Das Wort Gottes und die Predigt. Eine Weiterführung der prinzipiellen Homiletik auf Grund der Ergebnisse der neuen religionswissenschaftlichen und systematischen Forschung. Stuttgart 1925.
- Der Herr und seine Gemeinde. Predigten. Stuttgart 1927 (weitere Auflagen 1930 und 1935).
- Totenauferstehung. Ein Bibelkurs über 1. Korinther 15. Stuttgart 1933.
- Was fange ich mit Jesus Christus an? Berlin-Spandau 1940.